# Trusina (gmina Nevesinje)
Trusina (cyr. Трусина) – wieś w Bośni i Hercegowinie, w Republice Serbskiej, w gminie Nevesinje. W 2013 roku liczyła 79 mieszkańców.